# Spilosoma limbata
Spilosoma limbata là một loài bướm đêm thuộc phân họ Arctiinae, họ Erebidae.